# La cura di sé
La cura di sé (Le Souci de soi, 1984) è un saggio dello storico e filosofo francese Michel Foucault. Rappresenta il terzo volume della sua Storia della sessualità, una ricerca iniziata con La volontà di sapere (1976) a cui segue L'uso dei piaceri (1984). Il volume finale, Les aveux de la chair, è stato pubblicato solo nel 2018.
I quattro studi non sono – come si proponeva lo stesso autore – né esaustivi né continui, né sono davvero una storia di come l'essere umano abbia esercitato la propria sessualità, ma analizzano come certi comportamenti sessuali occidentali siano diventati oggetto di sapere, riferendosi a istituzioni religiose antiche, forme pedagogiche, pratiche mediche, strutture famigliari, effetti di coercizione, proibizione, privatezza, pericolosità e segretezza.
Questo terzo volume analizza i sogni a sfondo sessuale raccolti da Artemidoro, i trattati di medicina di Galeno, le meditazioni di Epitteto, Marco Aurelio e Seneca, le opere di Ovidio, Pseudo-Luciano, Plutarco, oltre ad altri autori del mondo greco-romano.